# Botong Francisco
Botong Francisco ou Carlos V. Francisco (Angono, 1912 — Angono, 1969) est un artiste peintre et muraliste philippin.

## Biographie
Carlos Modesto Villaluz Francisco naît le 4 novembre 1912 à Angono, dans la province de Rizal dans la possession américaine des Philippines sous l'autorité du Gouvernement insulaire des Îles Philippines,.
En plus de sa carrière de peintre et muraliste, Botong participe également à la conception des costumes dans le cinéma philippin et est le chef décorateur de l'adaptation cinématographique de 1961, Noli Me Tángere (en) du roman Noli Me Tángere de José Rizal.
Il est à l'origine de la découverte des désormais célèbres pétroglyphes d'Angono en 1965, ayant signalé l'existence de l'abri sous roche,,.
Botong Francisco meurt à Angono le 31 mars 1969,.
En 1973, il est fait Artiste national des Philippines à titre posthume, la plus haute distinction pour un artiste de ce pays.

## Œuvre

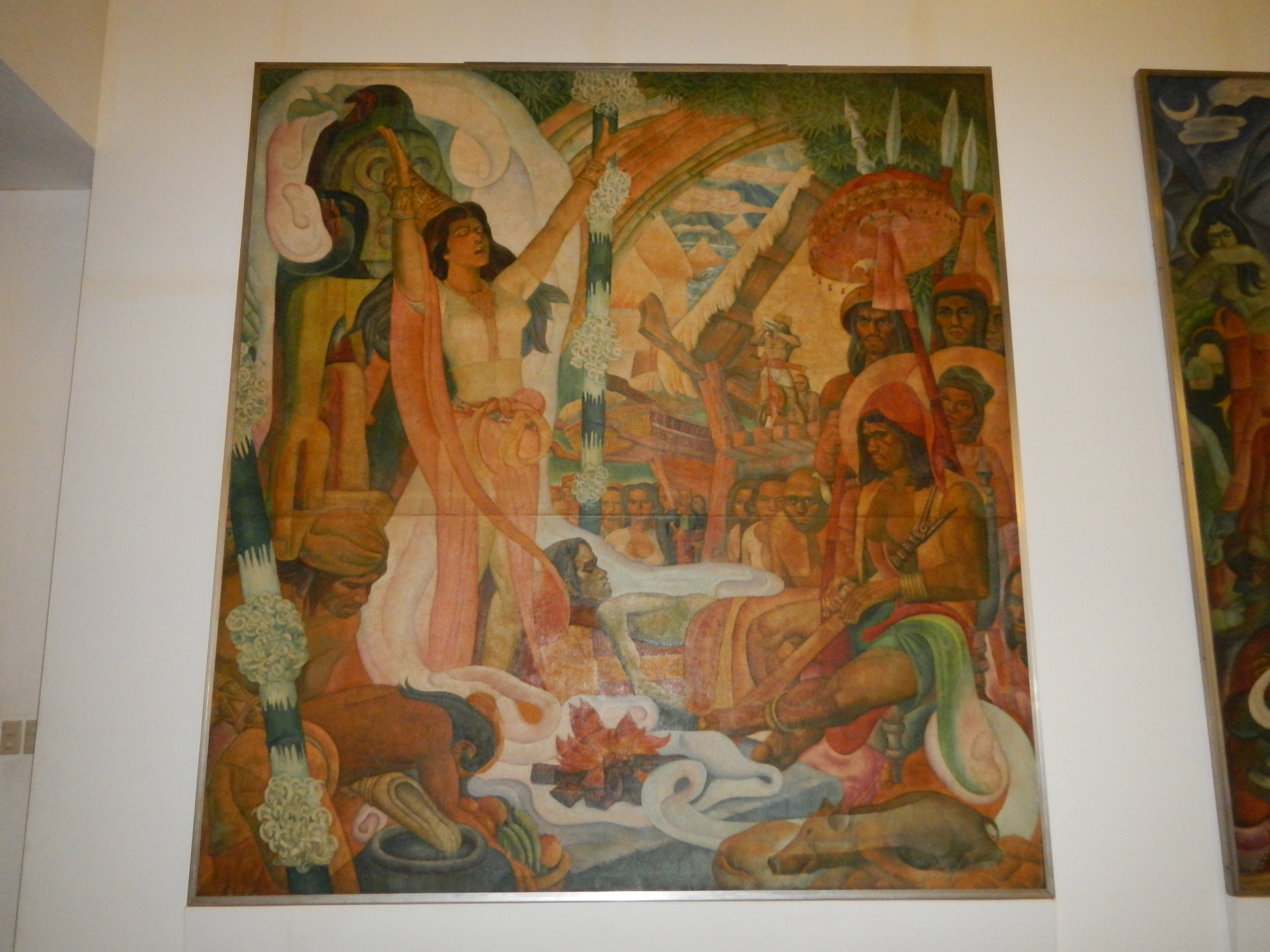
Une partie de la peinture murale The Progress of Medicine in the Philippines, au musée national des Philippines.

Francisco est un éminent praticien de la peinture murale pendant de nombreuses décennies et est surtout connu pour ses œuvres historiques. Il est l'un des premiers modernistes philippins avec Galo Ocampo (en) et Victorio Edades (en), qui ont rompu avec le romantisme des scènes philippines de Fernando Amorsolo. Selon le restaurateur Helmuth Josef Zotter, l'art de Francisco « est un excellent exemple de peinture linéaire où les lignes et les contours apparaissent comme des découpes ».
Ses grandes œuvres comprennent des représentations du Pacte de sang (en), de la première messe aux Philippines (en), du martyre de José Rizal, Bayanihan, de Magpupukot, de Fiesta, de Bayanihan sa Bukid, de Sandugo (en), du portrait de Purita Kalaw Ledesma, de l'invasion de Limahong et des fiançailles musulmanes.
Certaines de ses peintures murales ont subi de gros dégâts au fil des ans. Le Pageant of Commerce est sorti de plusieurs années de restauration en 2000. Sa peinture murale The Progress of Medicine in the Philippines (en) (Les progrès de la médecine aux Philippines) a été restaurée pour la troisième fois en 2007 et se trouve actuellement au musée national des Beaux-arts de Manille (en). Une réplique de haute qualité de la peinture murale se trouve également à son ancien emplacement dans le hall de l'hôpital général des Philippines (en),.